# Avenida Abandoibarra
La avenida Abandoibarra es una avenida ubicada en la zona homónima de la villa de Bilbao. Situada en la margen izquierda de la ría de Bilbao, se inicia al final del paseo de Uribitarte, bordeando el Museo Guggenheim en su parte interior, y finalizando a la altura de la confluencia entre el Palacio Euskalduna y la plaza del Sagrado Corazón de Jesús.
Tras dejar atrás el museo, transcurre bordeando la ría en semicírculo, entre el parque de la Campa de los Ingleses a la izquierda y los muelles Campa de los Ingleses y Evaristo Churruca a la derecha.
Toda la avenida se halla complementada en su recorrido por varias estaciones de la red del tranvía de Bilbao.

## Trayecto
Tomando como referencia la dirección de la desembocadura de la ría y subdividiendo su recorrido en tres áreas, nos encontramos los siguientes edificios y esculturas representativas:

### Museo Guggenheim Bilbao
El inicio de la avenida acontece una vez finalizado el paseo de Uribitarte, justo al inicio del museo Guggenheim Bilbao. Este es atravesado por detrás, en su fachada interior, a través de un pequeño túnel que conecta con el parque de la Campa de los Ingleses, hasta llegar a la estación de Guggenheim del tranvía de Bilbao.
Edificios representativos:
- Museo Guggenheim Bilbao.

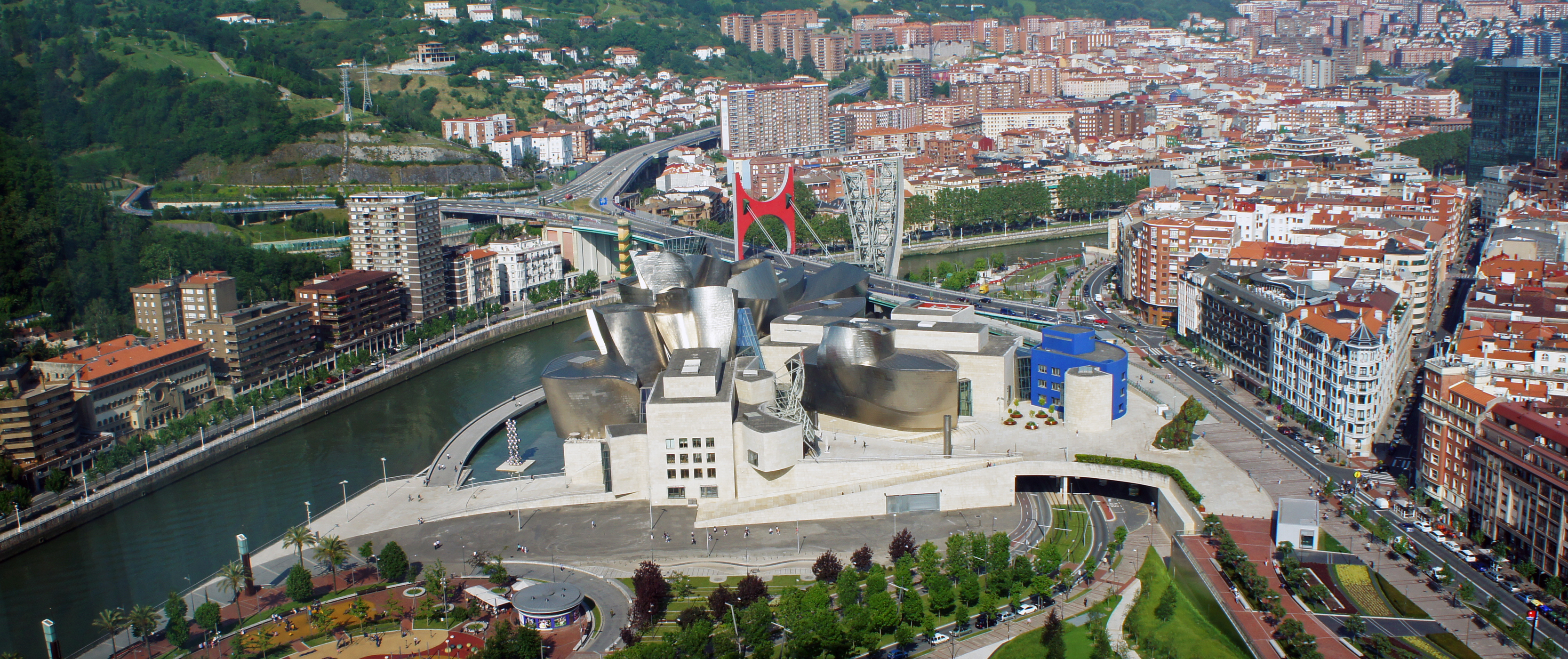
Panorámica de Abandoibarra desde la torre Iberdrola. La avenida Abandoibarra emerge desde la fachada interior del museo Guggenheim Bilbao, en la parte inferior derecha de la imagen.

- Gran Hotel Domine, realizado por el estudio de arquitectura de Javier Mariscal y Fernando Salas.

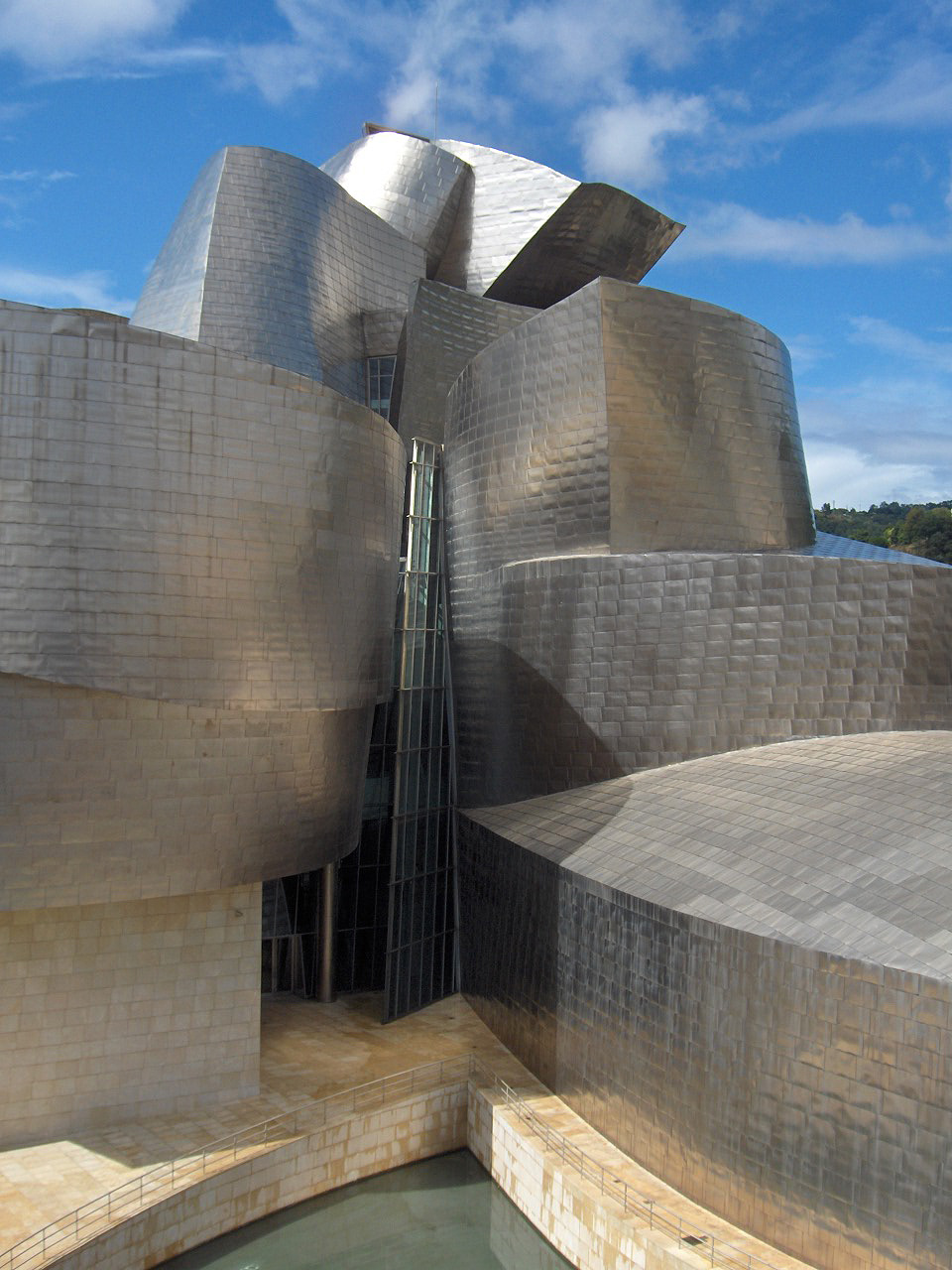
Fachada interior del museo Guggenheim Bilbao desde la avenida Abandoibarra
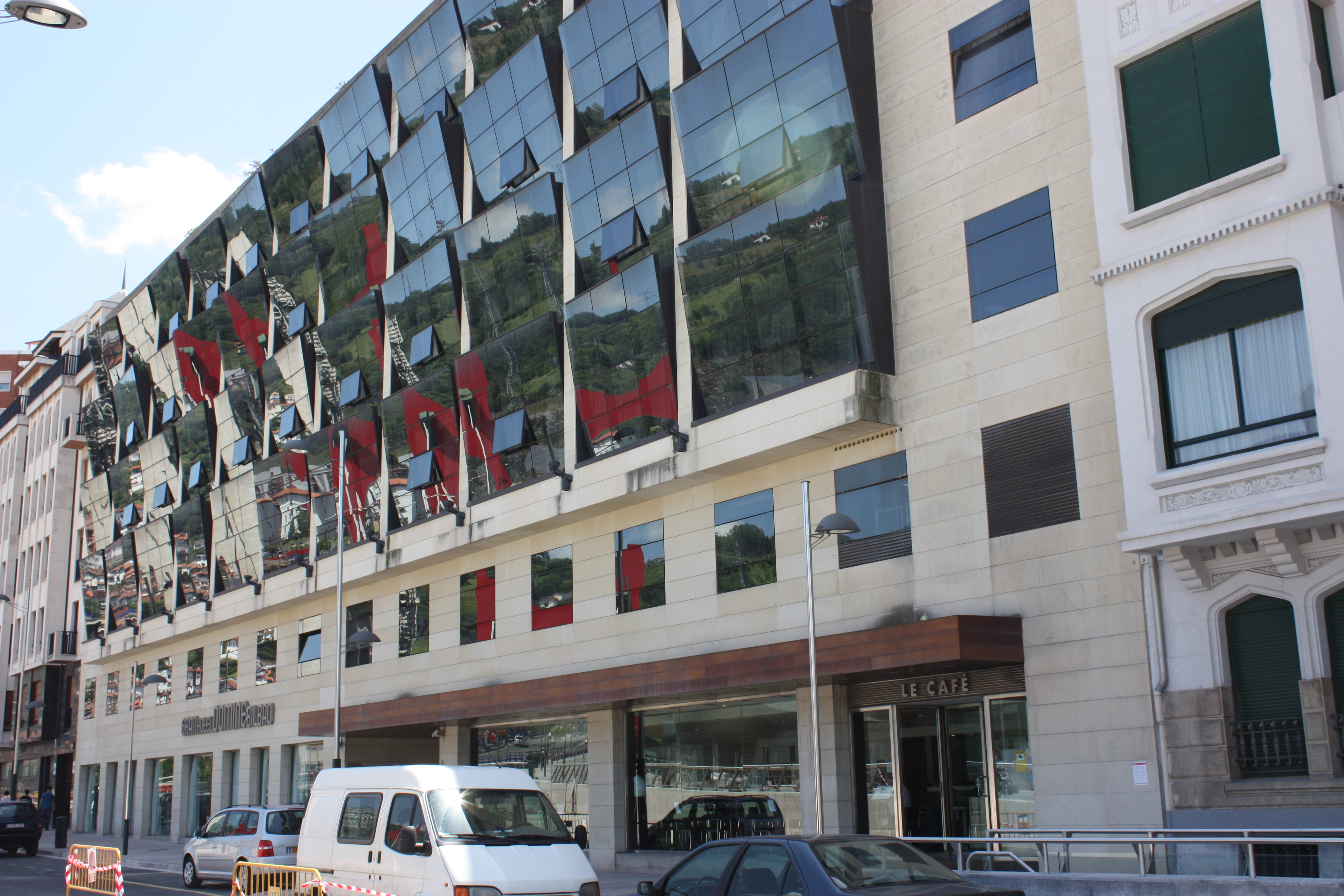
Gran Hotel Domine

Esculturas y elementos arquitectónicos:
- Musa (1948), de Enrique Barros Fernández (1905-1990). Escultura de piedra caliza ubicada en Uribitarte.
- La puerta de los honorables. Monumento a Rubial (2000-2001), de Casto Solano (1958). Monumento dual de bronce y hierro ubicado en la Campa de los Ingleses.
- Arcos rojos (2007), de Daniel Buren (Boulougne-Billancourt, Francia, 1938). Paneles laminados compactos en el puente de La Salve.

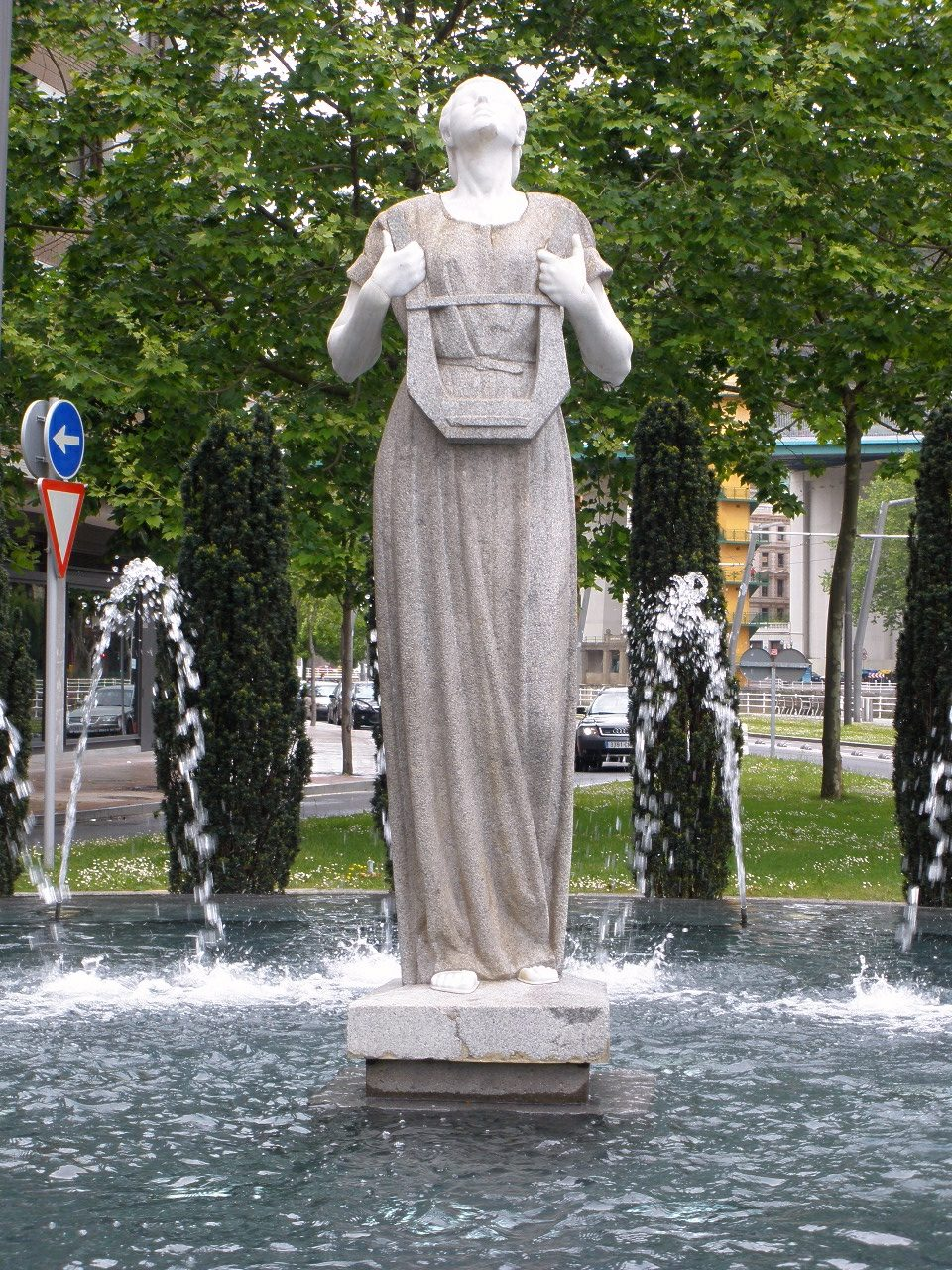
Musa, de Enrique Barros Fernández
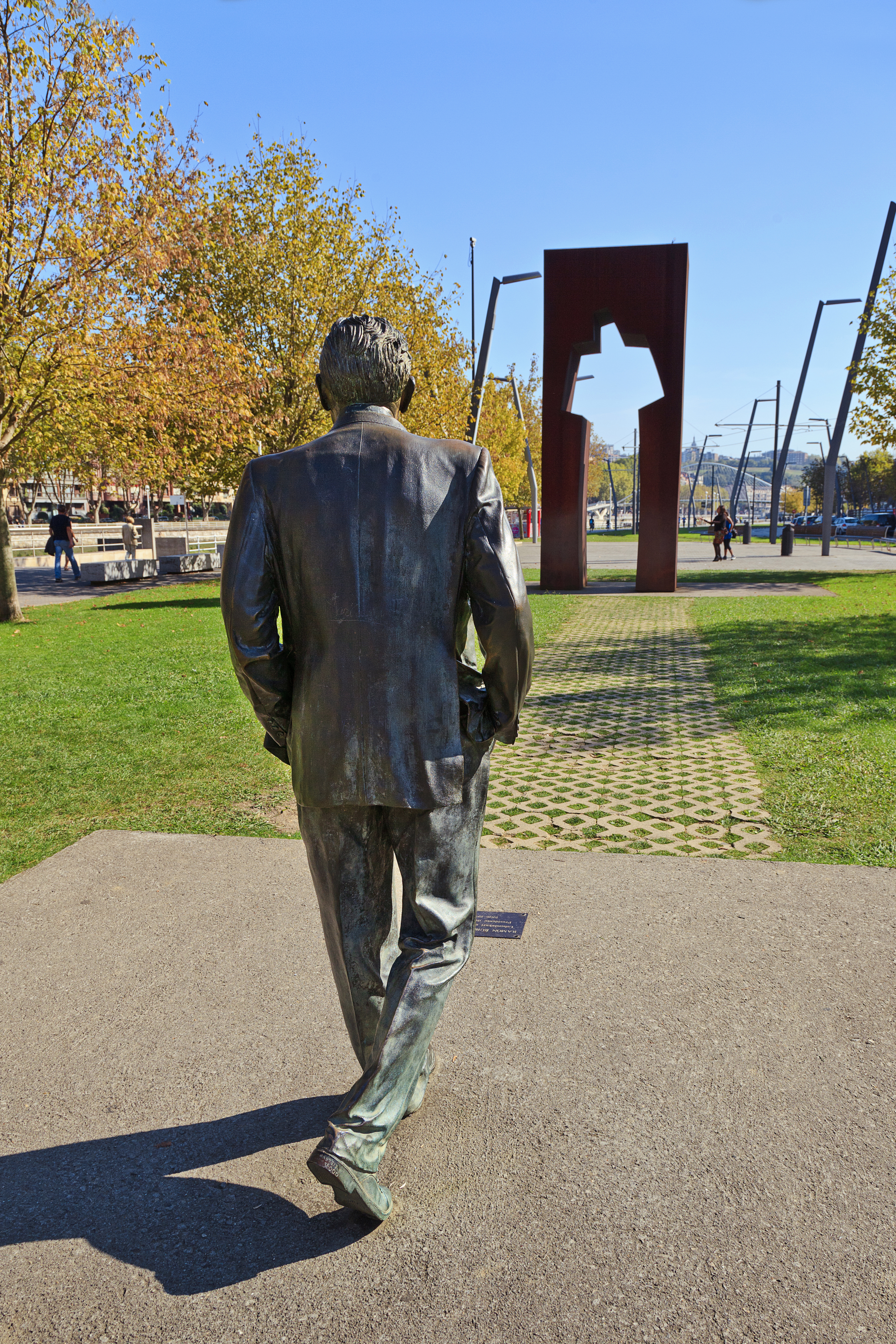
La puerta de los honorables. Monumento a Ramón Rubial, de Casto Solano
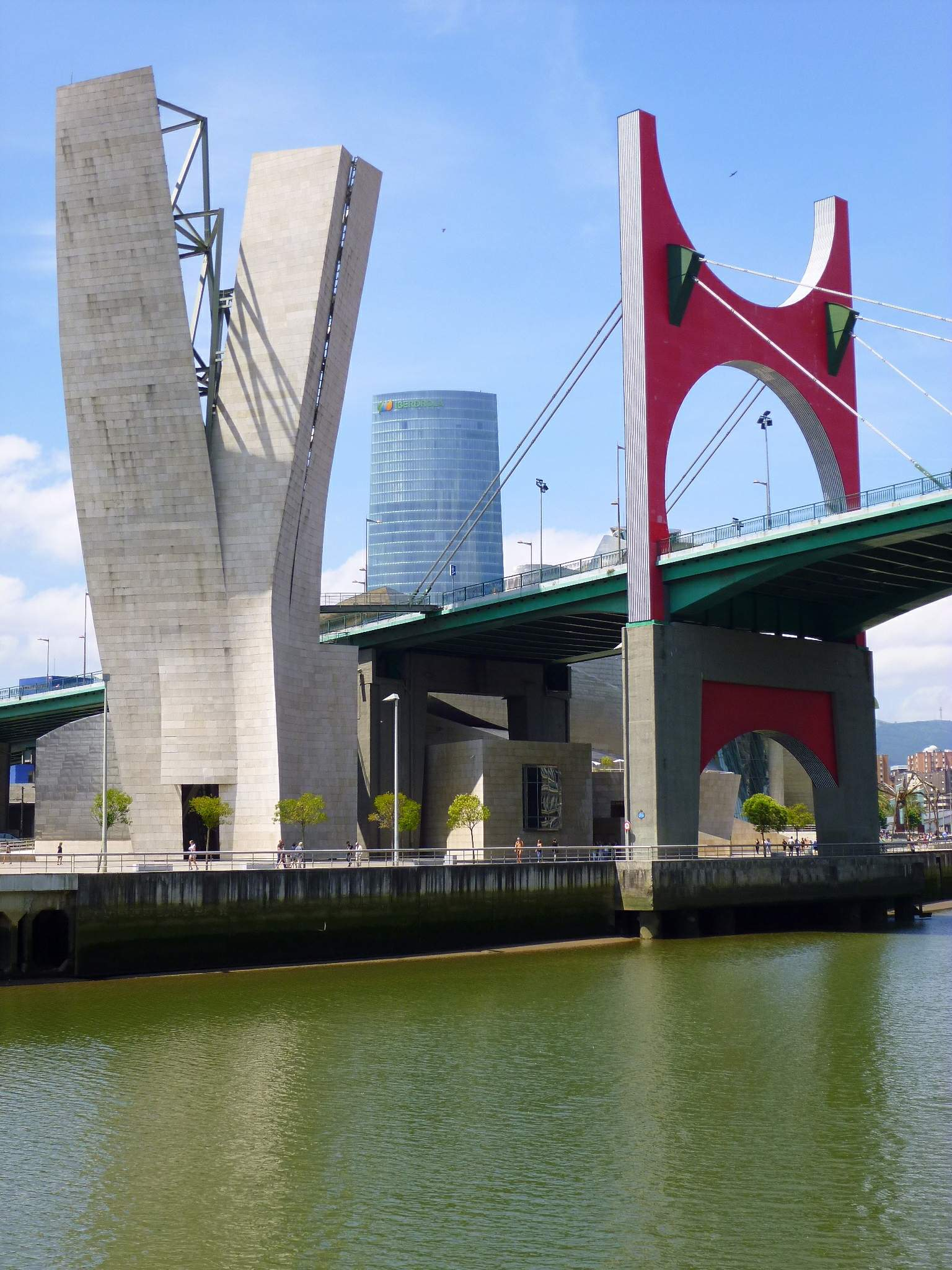
Arcos rojos, de Daniel Buren

- Mamá (1999, fundida en 2001), de Louise Bourgeois (París, 1911, Nueva York, 2010). Escultura de bronce, mármol y acero inoxidable en la Campa de los Ingleses, junto al museo.
- Tulipanes (1995-2004), de Jeff Koons (York, Pensilvania, 1955). Escultura de acero inoxidable alto en cromo con laca de color translúcida, ubicada en el museo.
- El gran árbol y el ojo (2009), de Anish Kapoor (Bombay, India 1954). Esferas de acero inoxidable ubicadas en el estanque del propio museo.

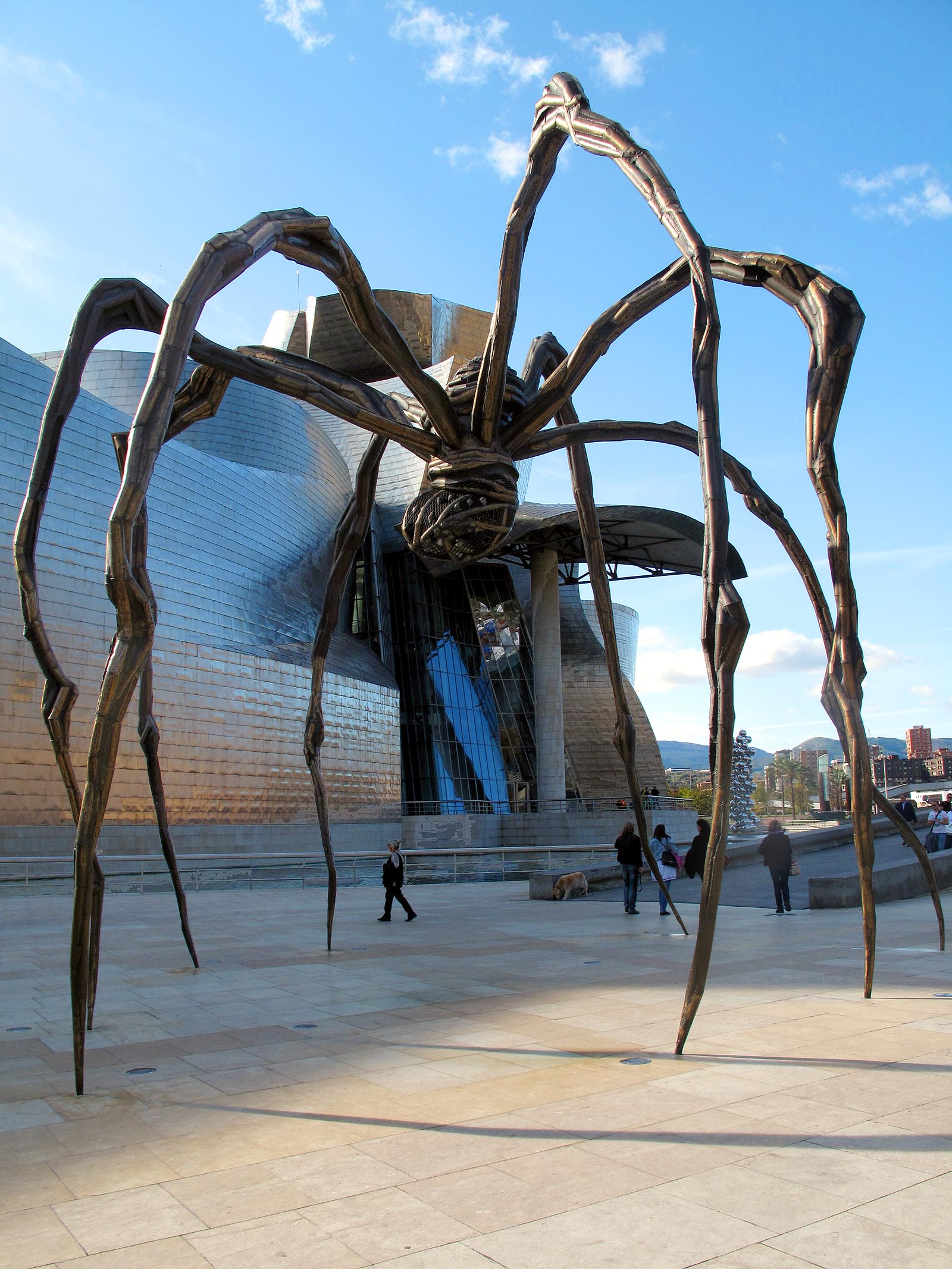
Mamá, de Louise Bourgeois
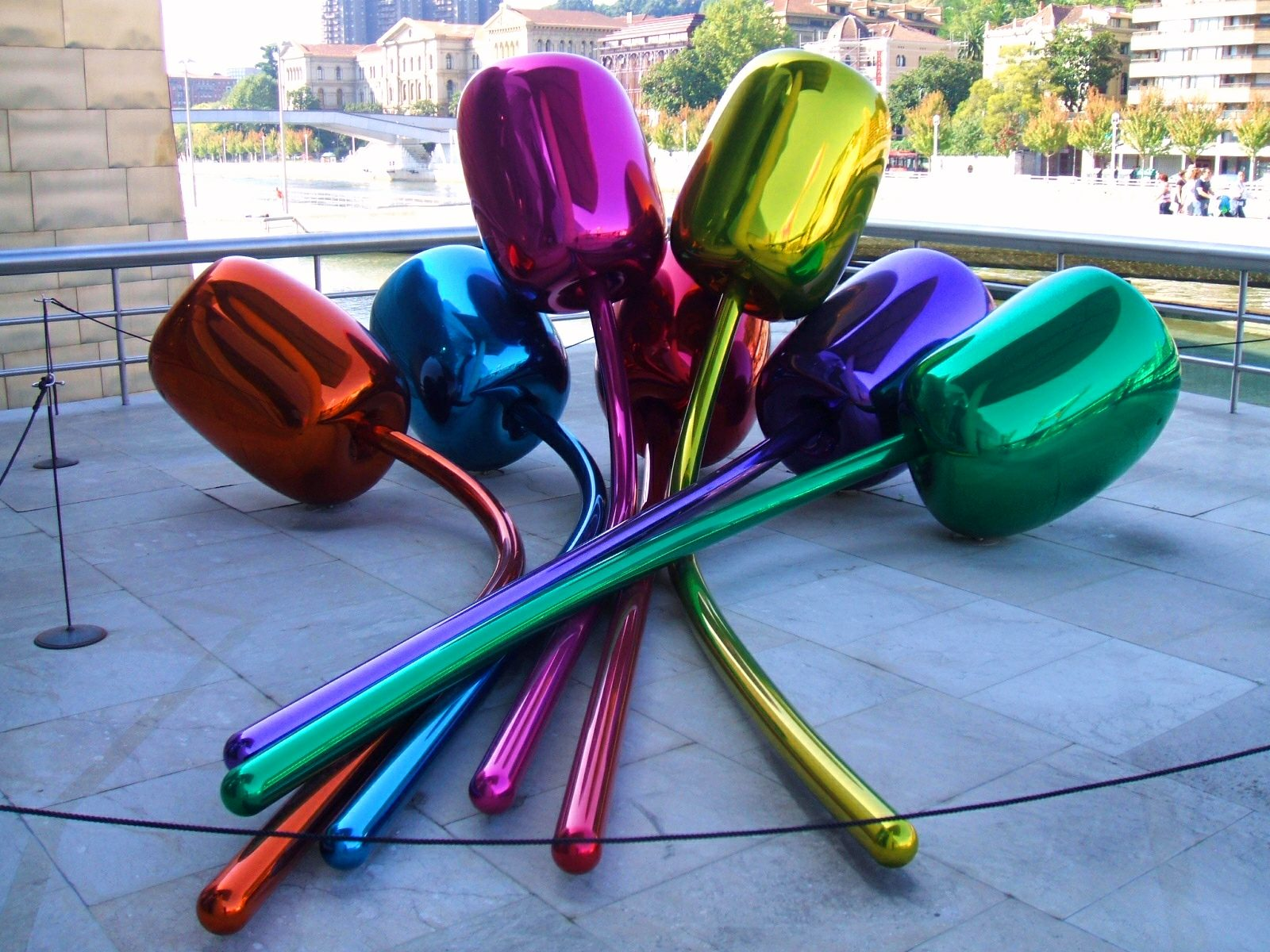
Tulipanes, de Jeff Koons
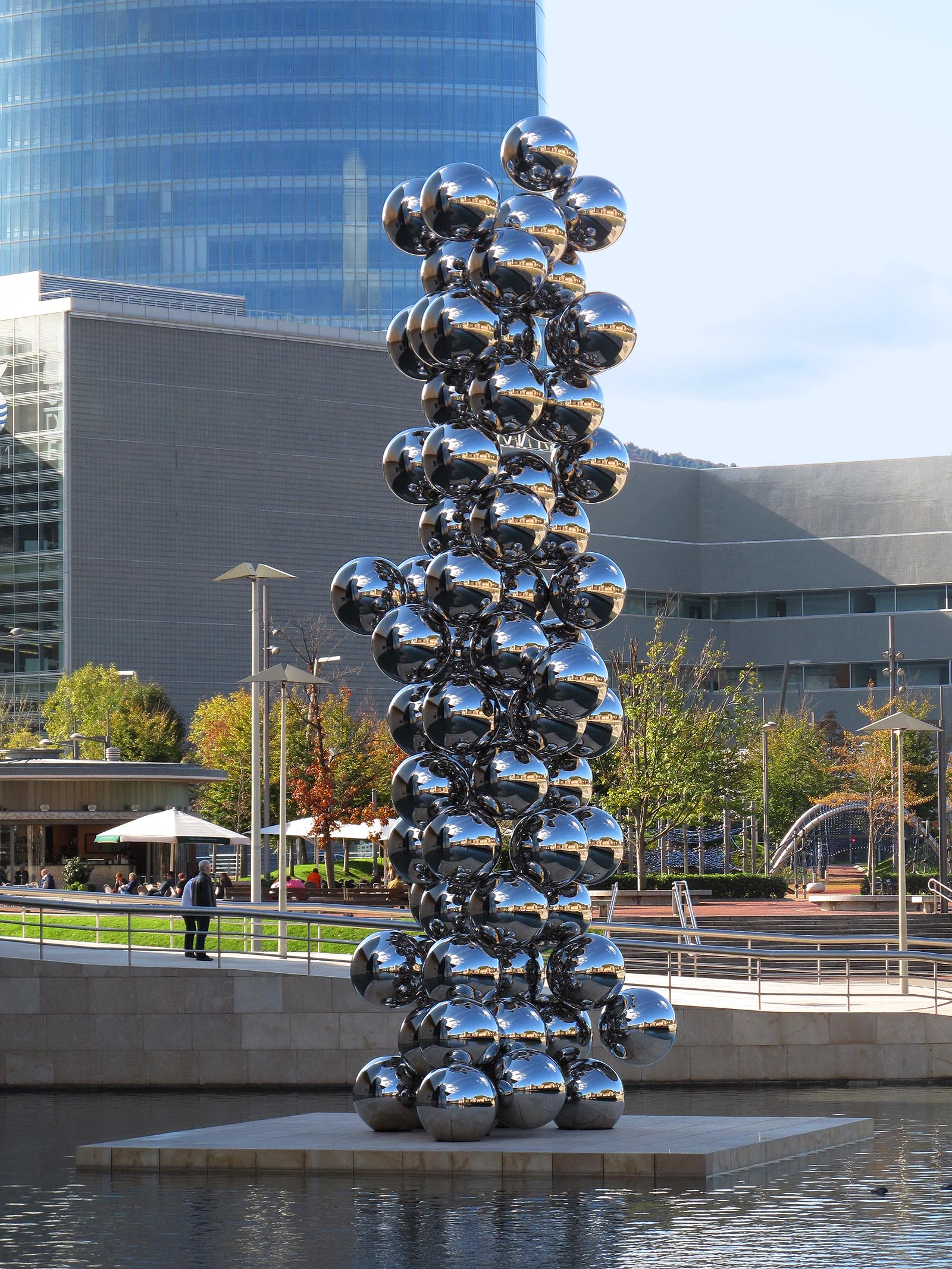
El gran árbol y el ojo, de Anish Kapoor

- Puppy (1992), de Jeff Koons (York, Pensilvania, 1955). Escultura de acero inoxidable, substrato y plantas en floración, en la explanada de acceso al museo Guggenheim.
- Sistema de fuentes adyacentes de agua y vapor.

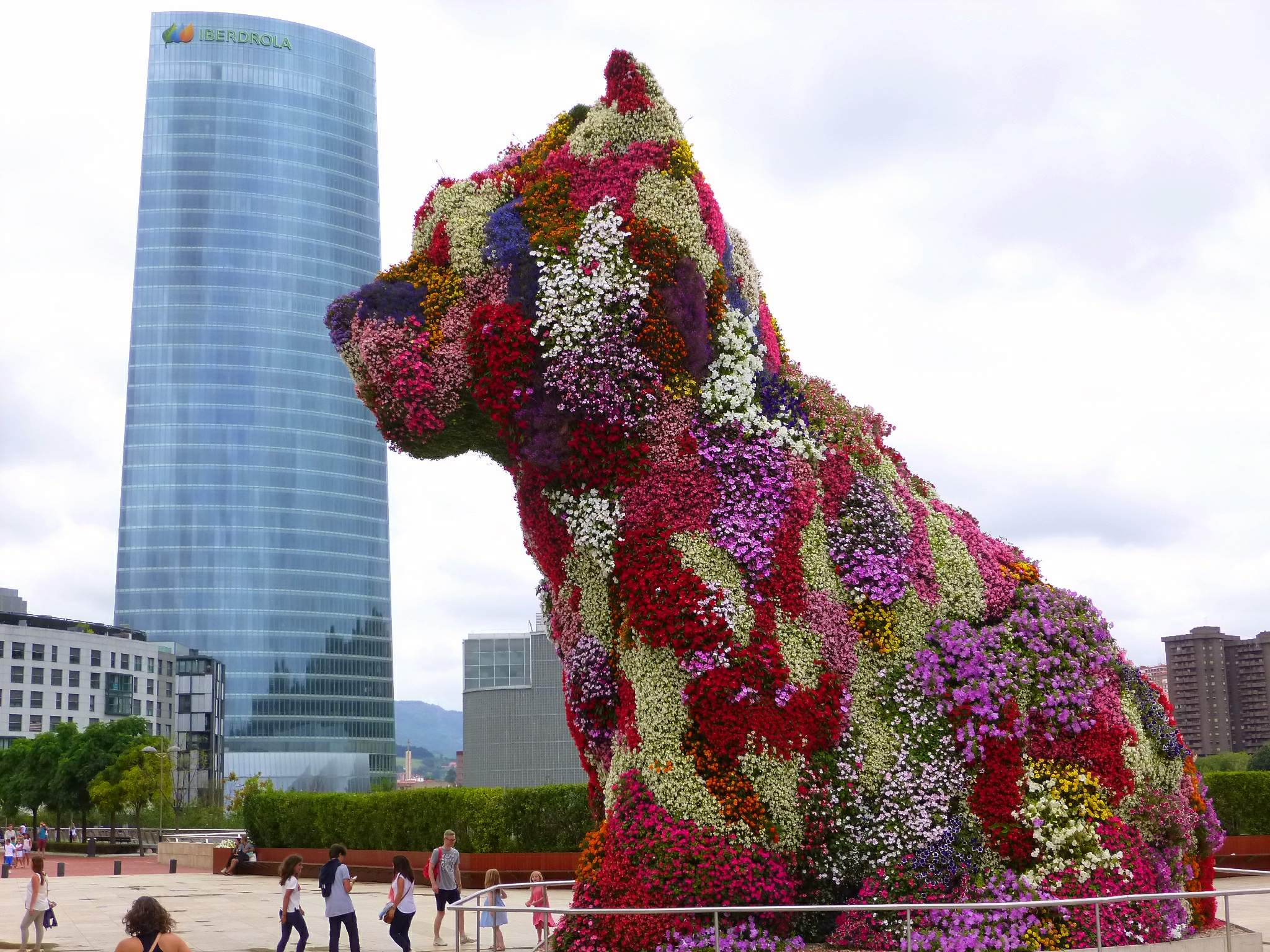
Puppy, de Jeff Koons
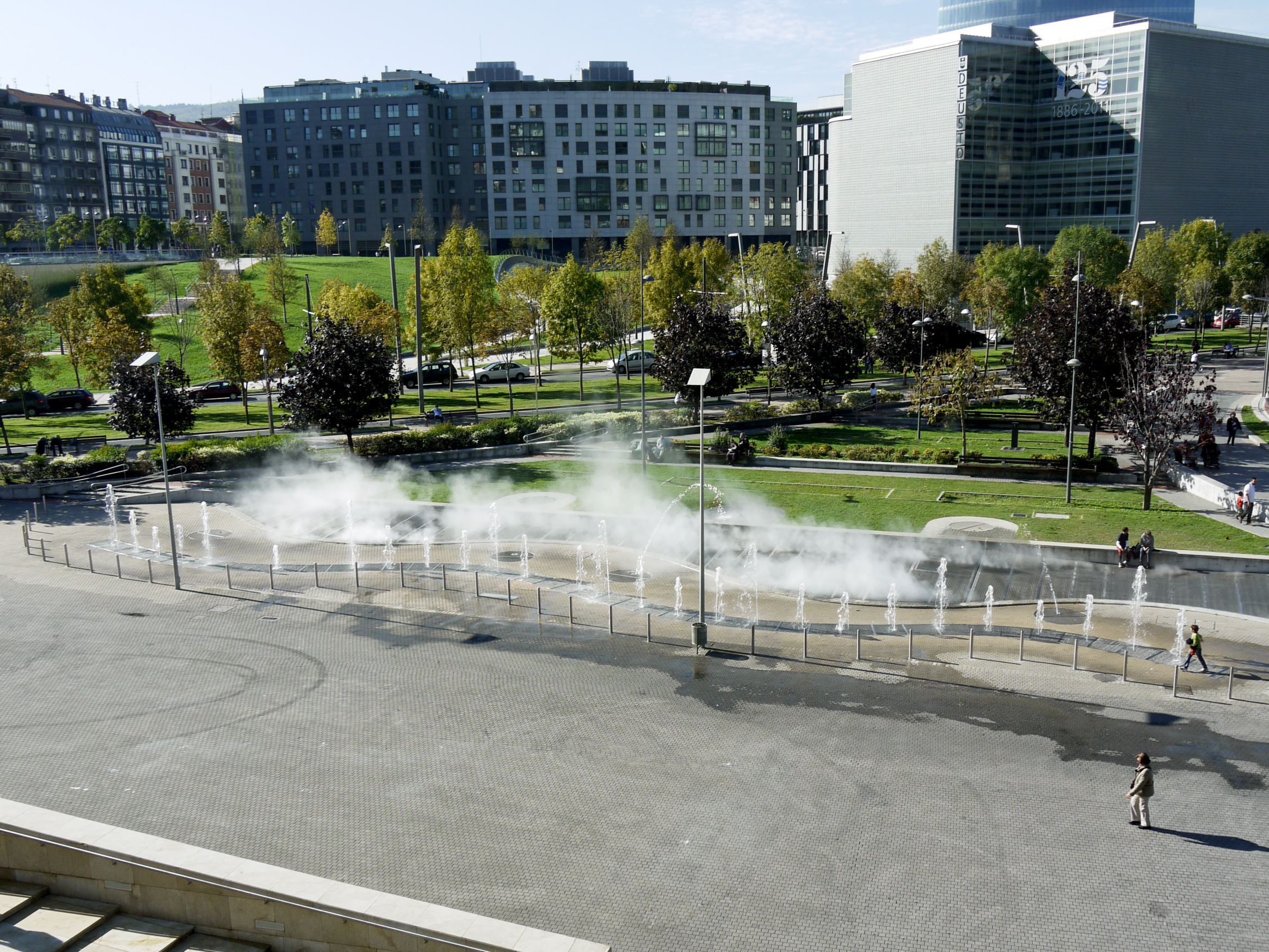
Sistema de fuentes adyacentes de agua y vapor.

Margen derecha

Al otro lado de la ría, en el paseo Campo de Volantín, pueden contemplarse algunos edificios representativos:
- Hotel Hesperia Bilbao.
- Palacio Olabarri, Antigua sede de la Autoridad Portuaria de Bilbao.

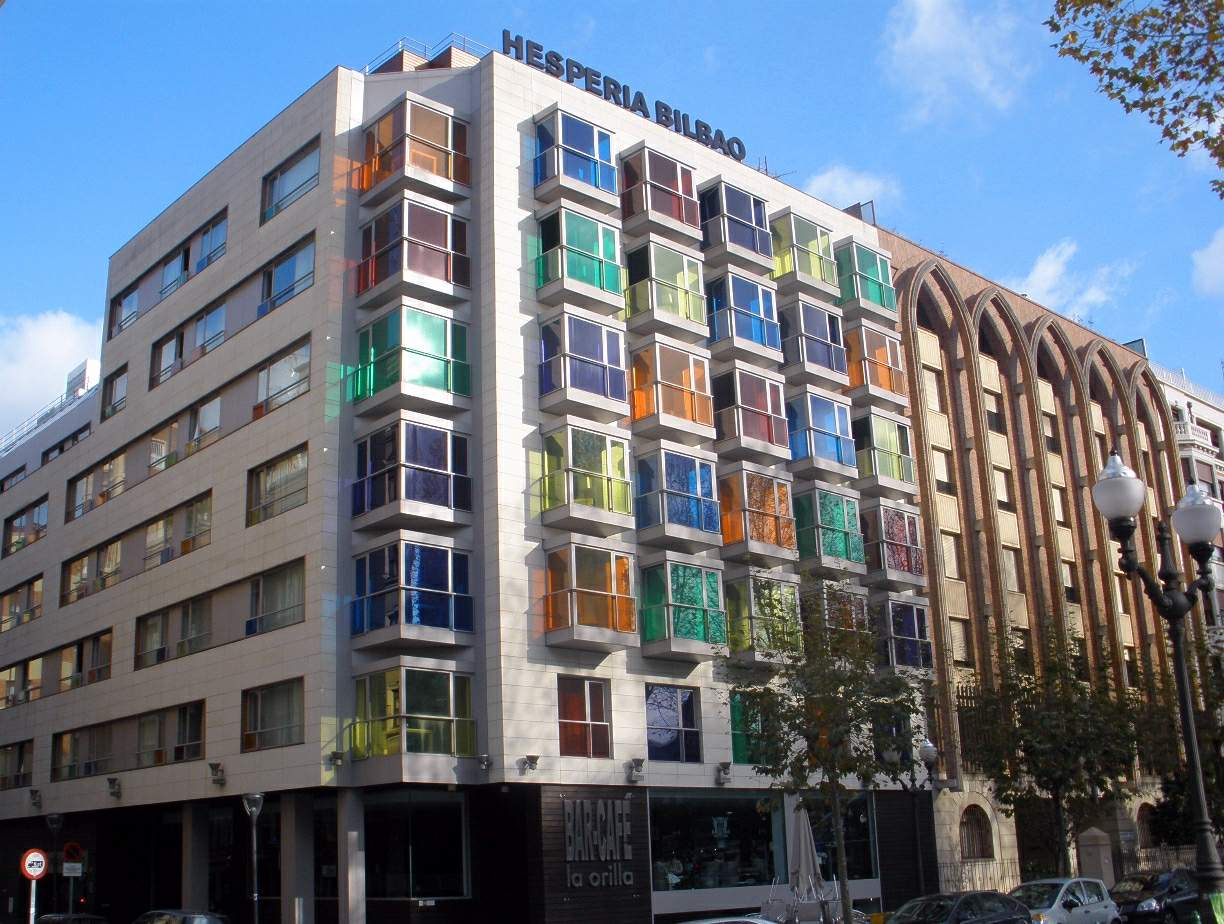
Hotel Hesperia Bilbao
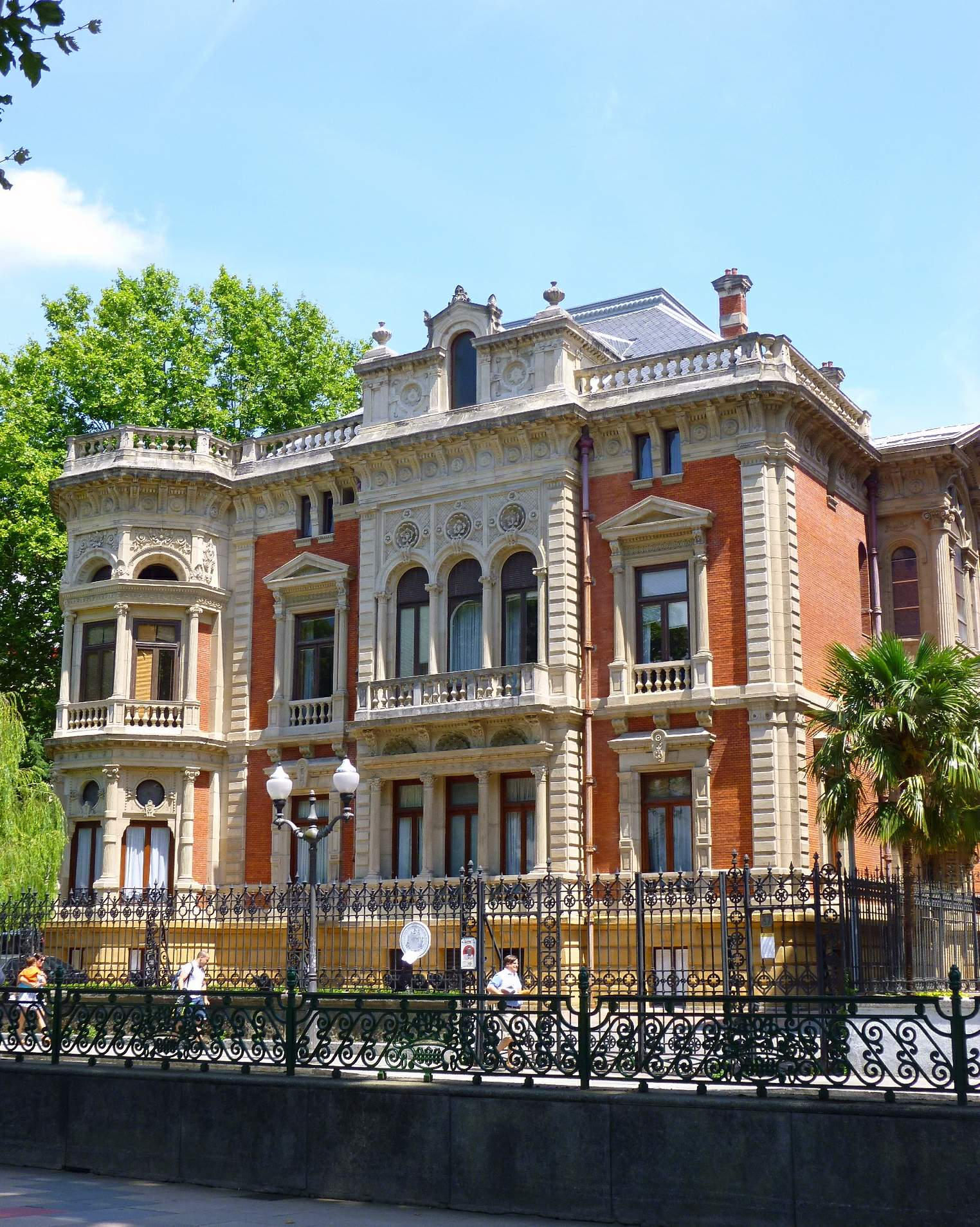
Palacio Olabarri

### Biblioteca de la Universidad de Deusto, paraninfo de la UPV-EHU y torre Iberdrola
Junto a la estación de Guggenheim encontramos la confluencia de la pasarela Pedro Arrupe con la calle Ramón Rubial, conectándose así la universidad de Deusto con la plaza Euskadi, así como con la propia avenida. Esta parte central de la misma transcurre hasta el puente de Deusto y la correspondiente estación de Abandoibarra junto al centro comercial Zubiarte.
Edificios representativos:
- Biblioteca de la Universidad de Deusto.
- Paraninfo de la Universidad del País Vasco.
- Torre Iberdrola.

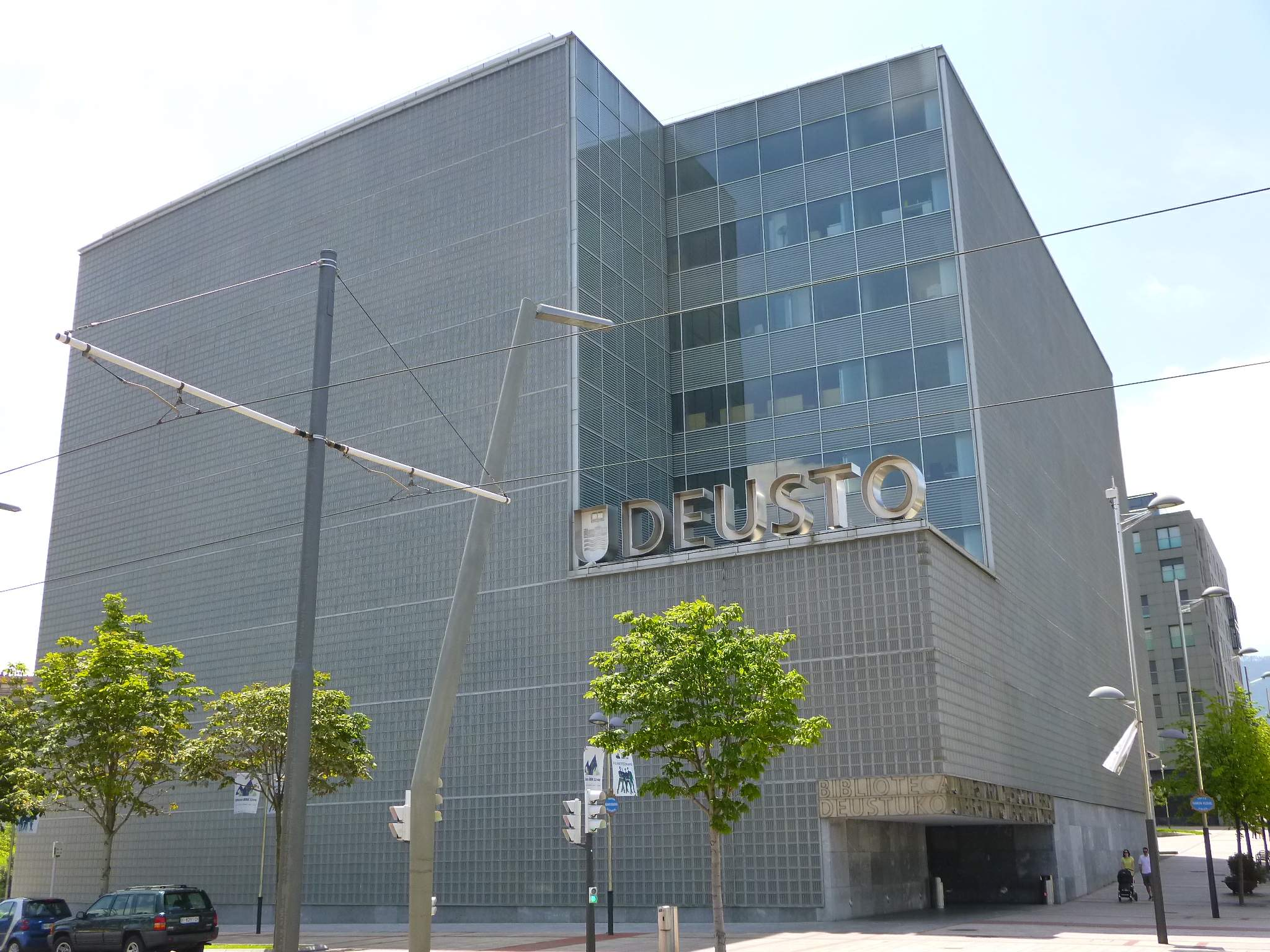
Biblioteca de la Universidad de Deusto
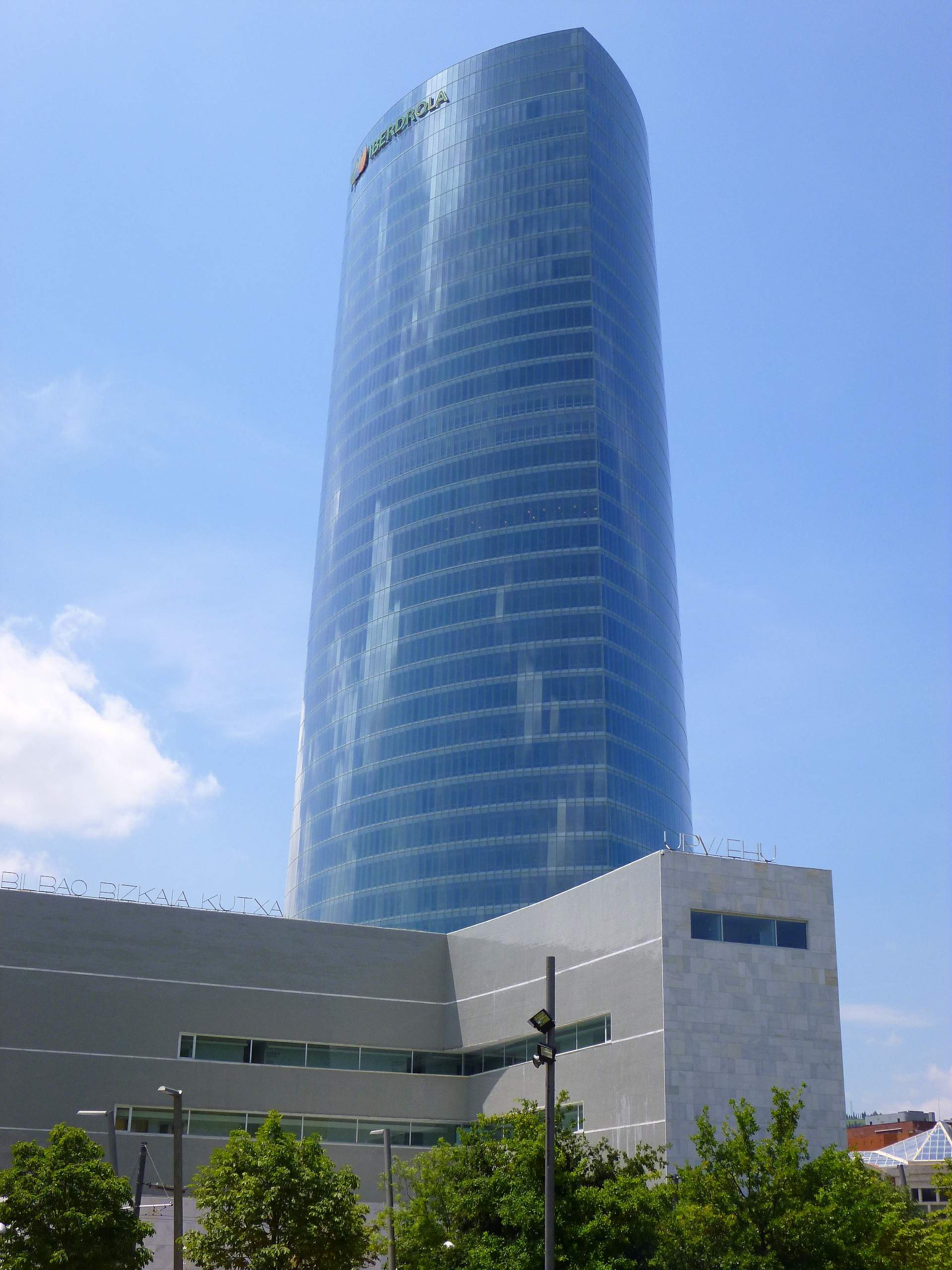
Paraninfo de la Universidad del País Vasco junto a la torre Iberdrola

Esculturas:
- Explorer´s book, de Sir Anthony Caro (Londres 1924). Pieza de acero y hormigón ubicada junto a la pasarela Pedro Arrupe.
- Begirari IV (1997, instalada en 2003), de Eduardo Chillida (1924-2002). Acero corten de 7,10 metros de altura ubicado al final de la pasarela Pedro Arrupe.
- Judith (2002), de Markus Lüpertz (1941). Escultura de 1.500 kg de bronce modelado ubicada en el parque de Ribera, frente a la Biblioteca de la Universidad de Deusto.
- Maia (2002), de William Tucker (1935). Pieza de bronce de 3,5 toneladas, 3 metros de altura, ubicada entre el puente de Deusto y la pasarela Pedro Arrupe.

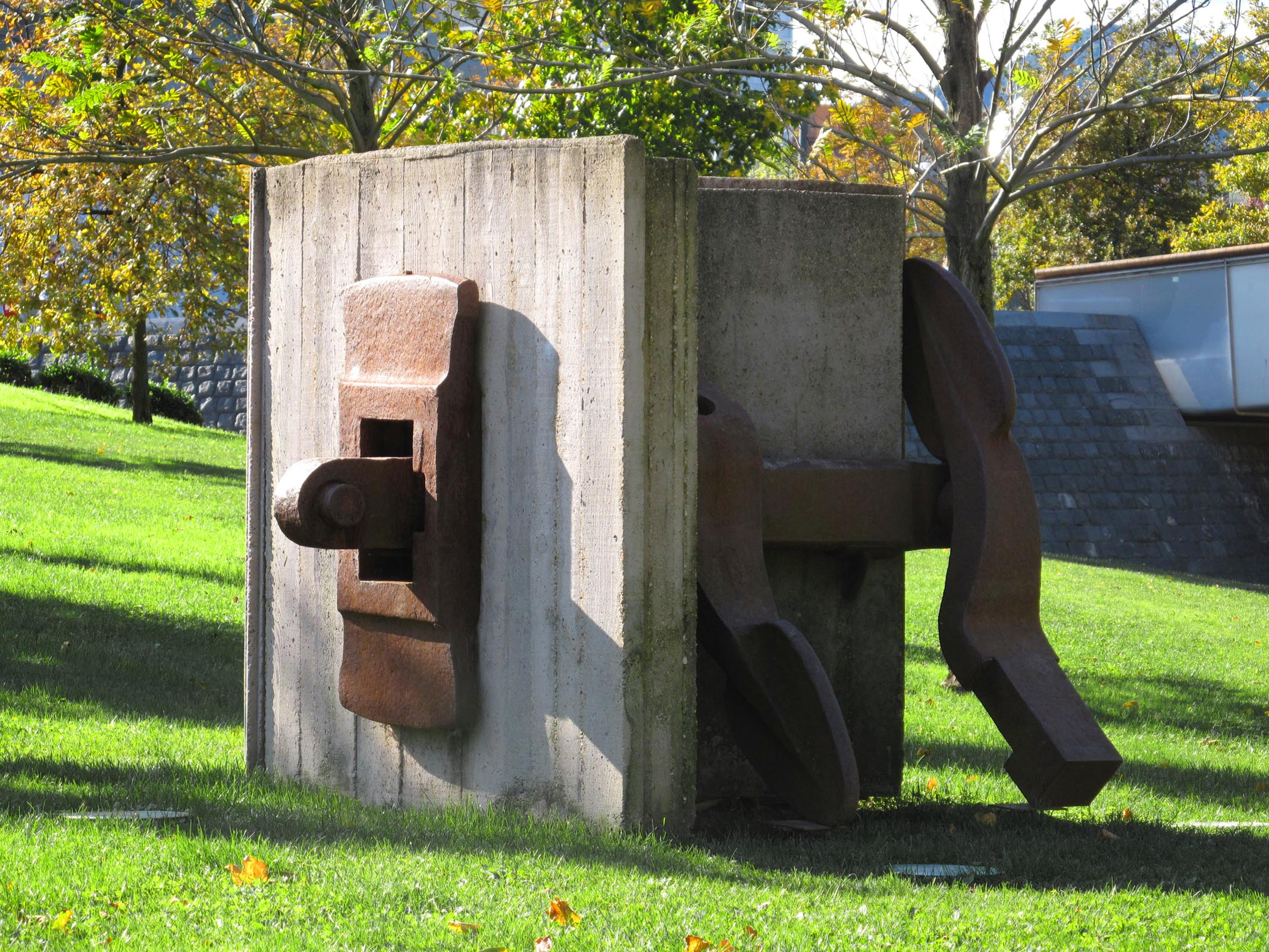
Explorer´s book, de Sir Anthony Caro
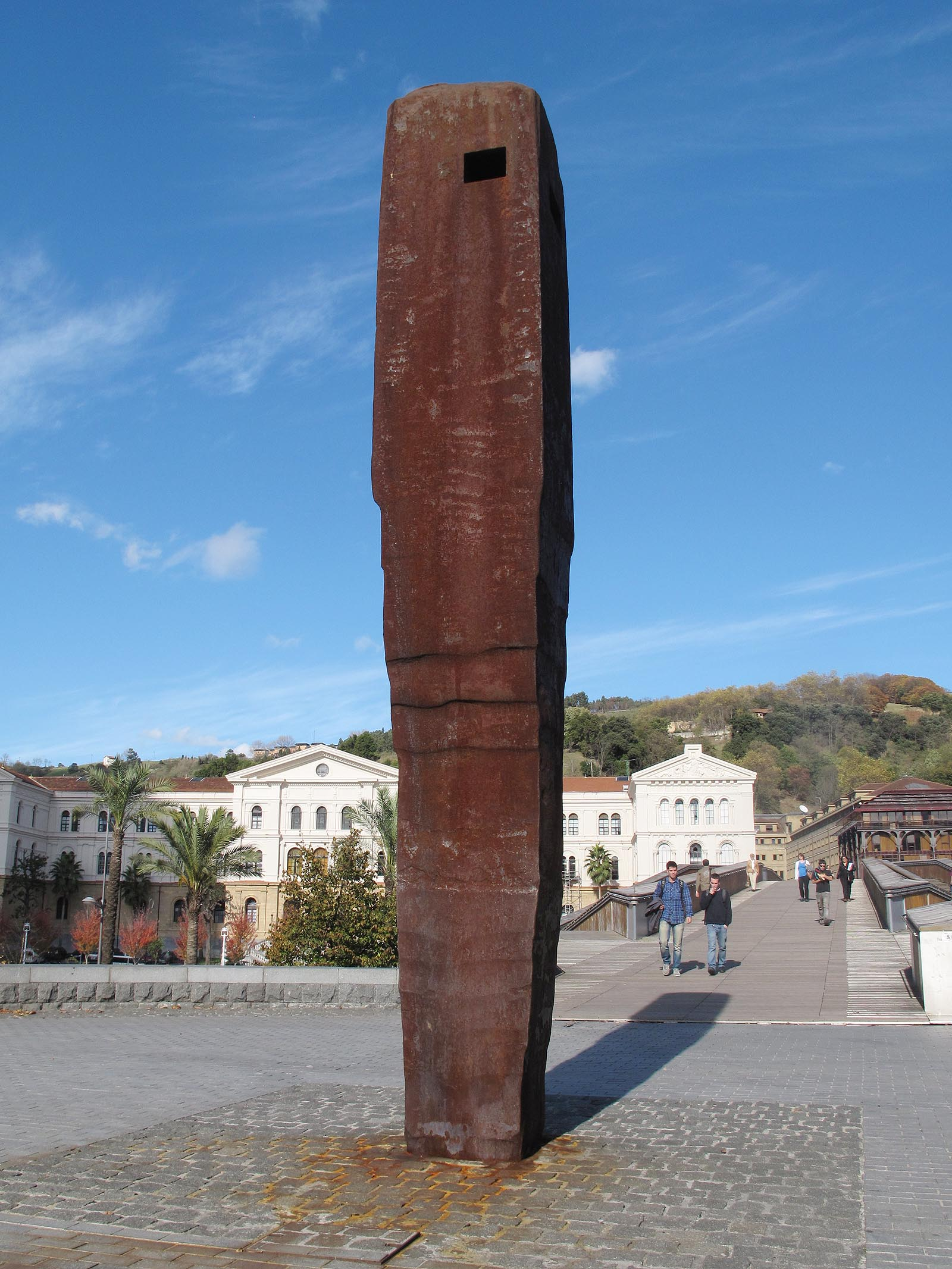
Begirari IV, de Eduardo Chillida
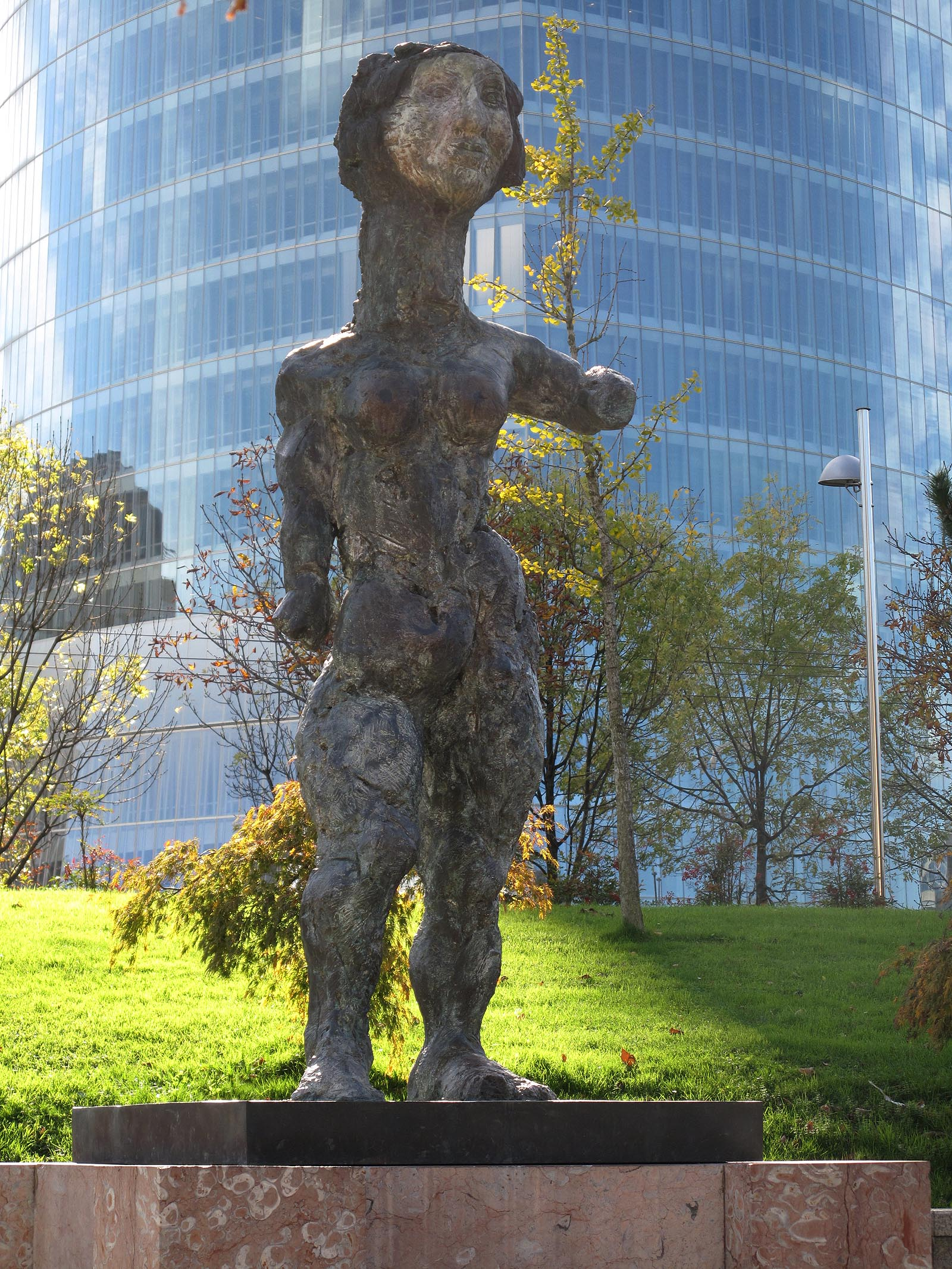
Judith, de Markus Lüpertz
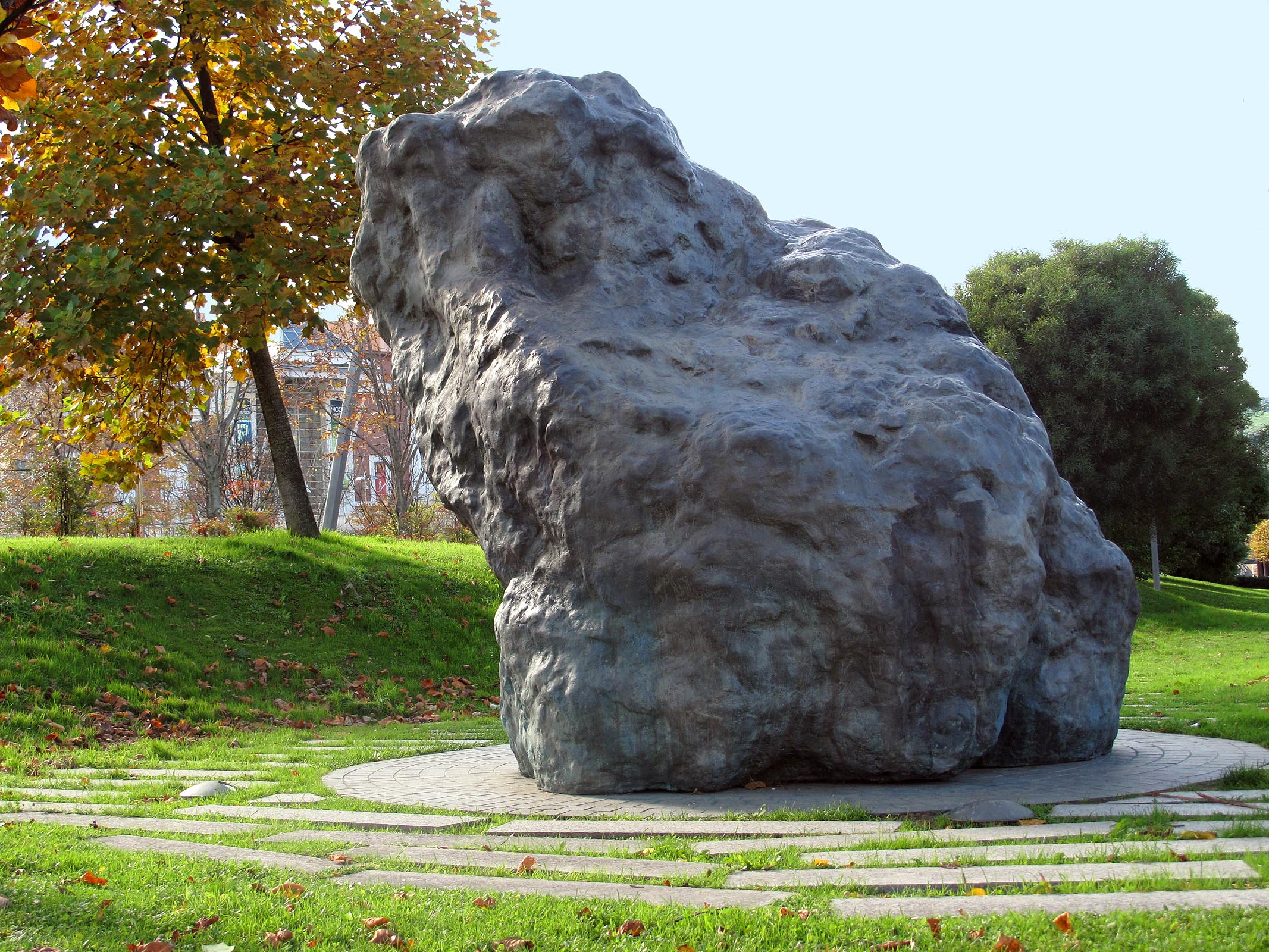
Maia (2002), de William Tucker

Margen derecha

Al otro lado de la ría, en la avenida de las Universidades, pueden contemplarse algunos edificios representativos:
- Residencia Fundadora Siervas de Jesús.
- Universidad de Deusto.

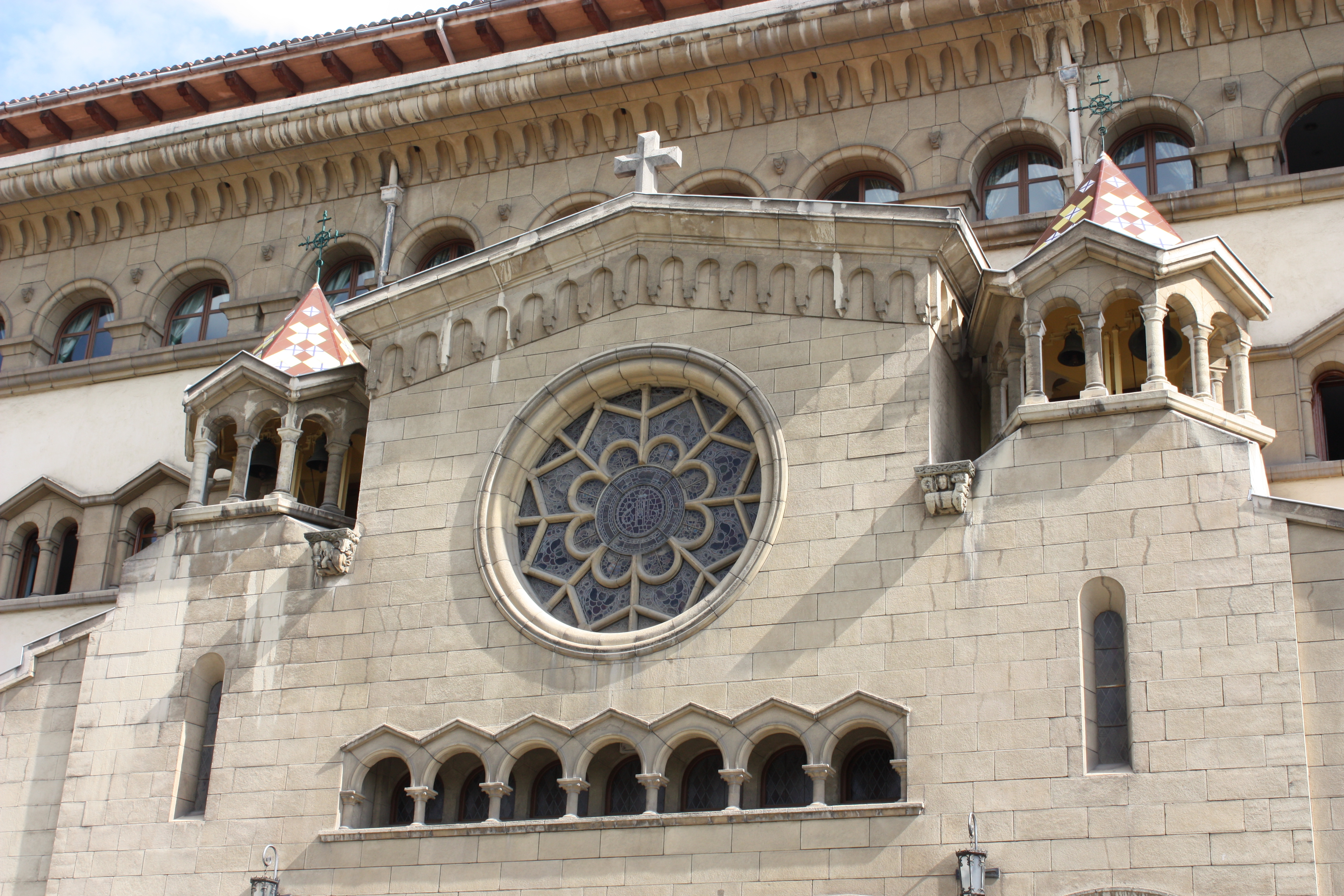
Edificio de la Residencia Fundadora Siervas de Jesús.
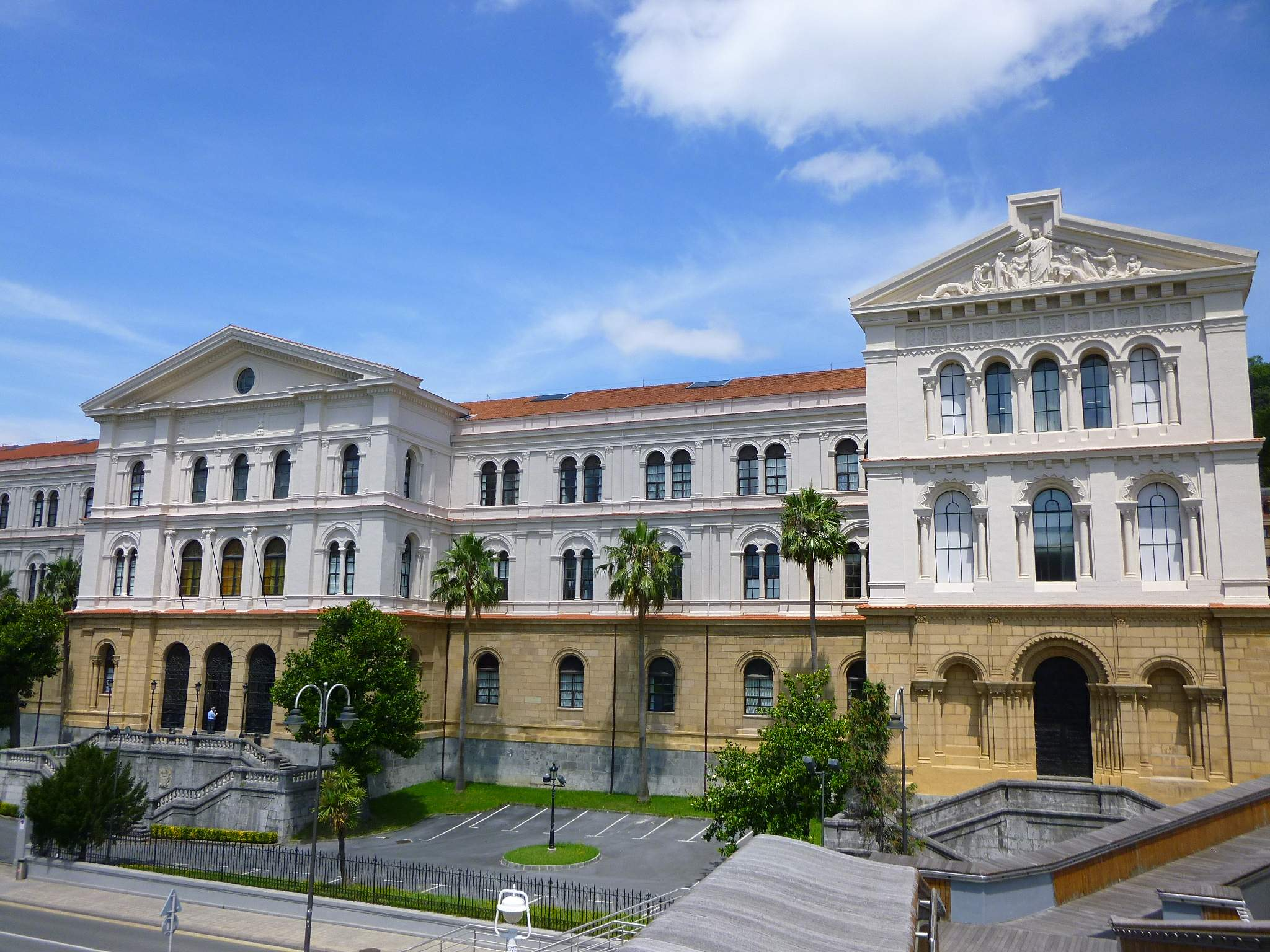
Universidad de Deusto

### Zubiarte, Meliá, parque de doña Casilda y palacio Euskalduna
La sección final de la avenida bordea todo el centro comercial Zubiarte hasta topar con el parque Casilda Iturrizar y la estación de Euskalduna del tranvía junto al propio palacio. Son ya las inmediaciones del puente Euskalduna y la Plaza del Sagrado Corazón de Jesús.
Edificios representativos:
- Centro Comercial Zubiarte (arquitecto Robert Stern).
- Hotel Meliá Bilbao (arquitecto Ricardo Legorreta Vilchis).
- Parque Casilda Iturrizar.
- Palacio Euskalduna (arquitecto Federico Soriano y arquitecta Dolores Palacios).

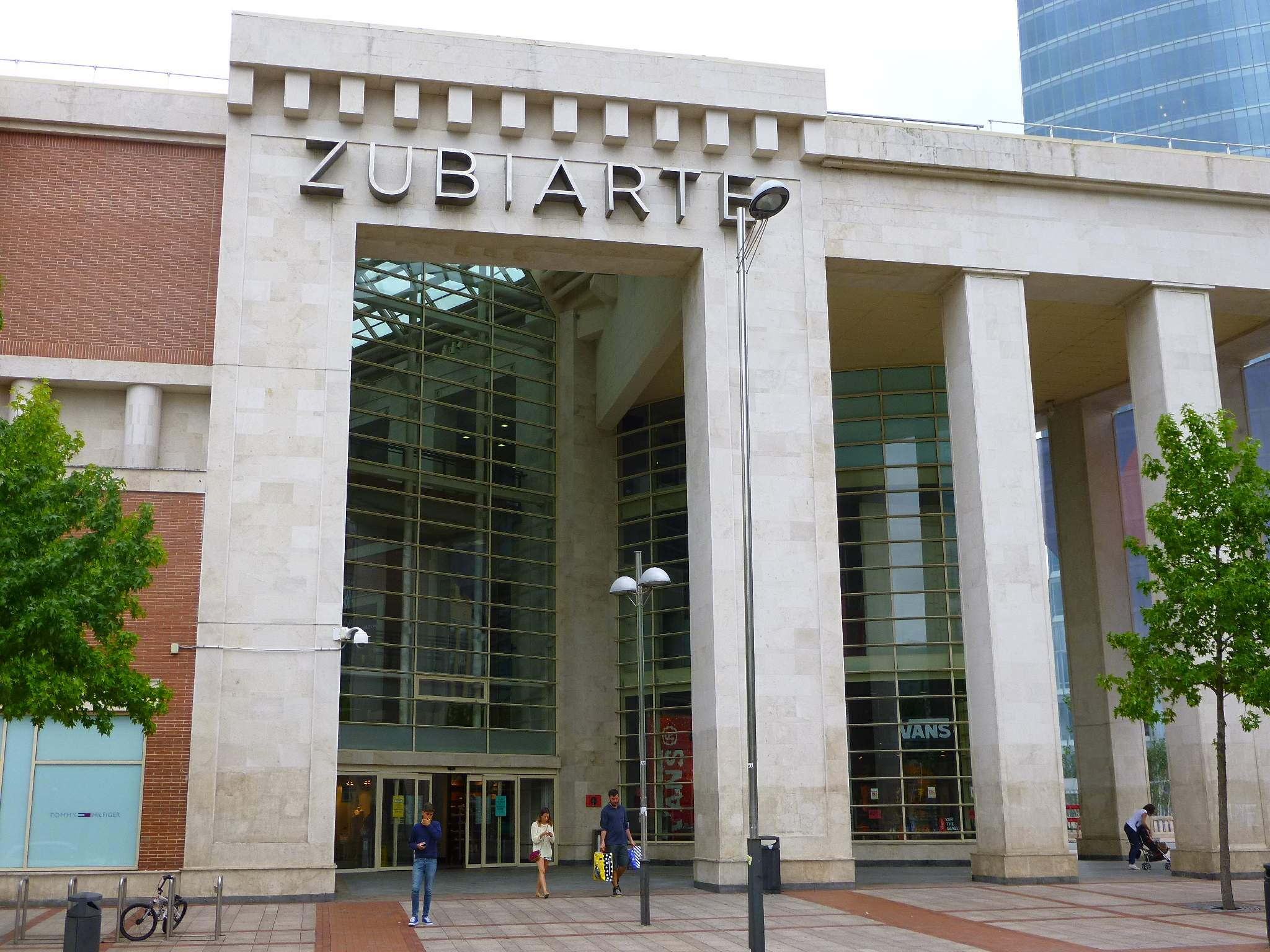
Centro Comercial Zubiarte
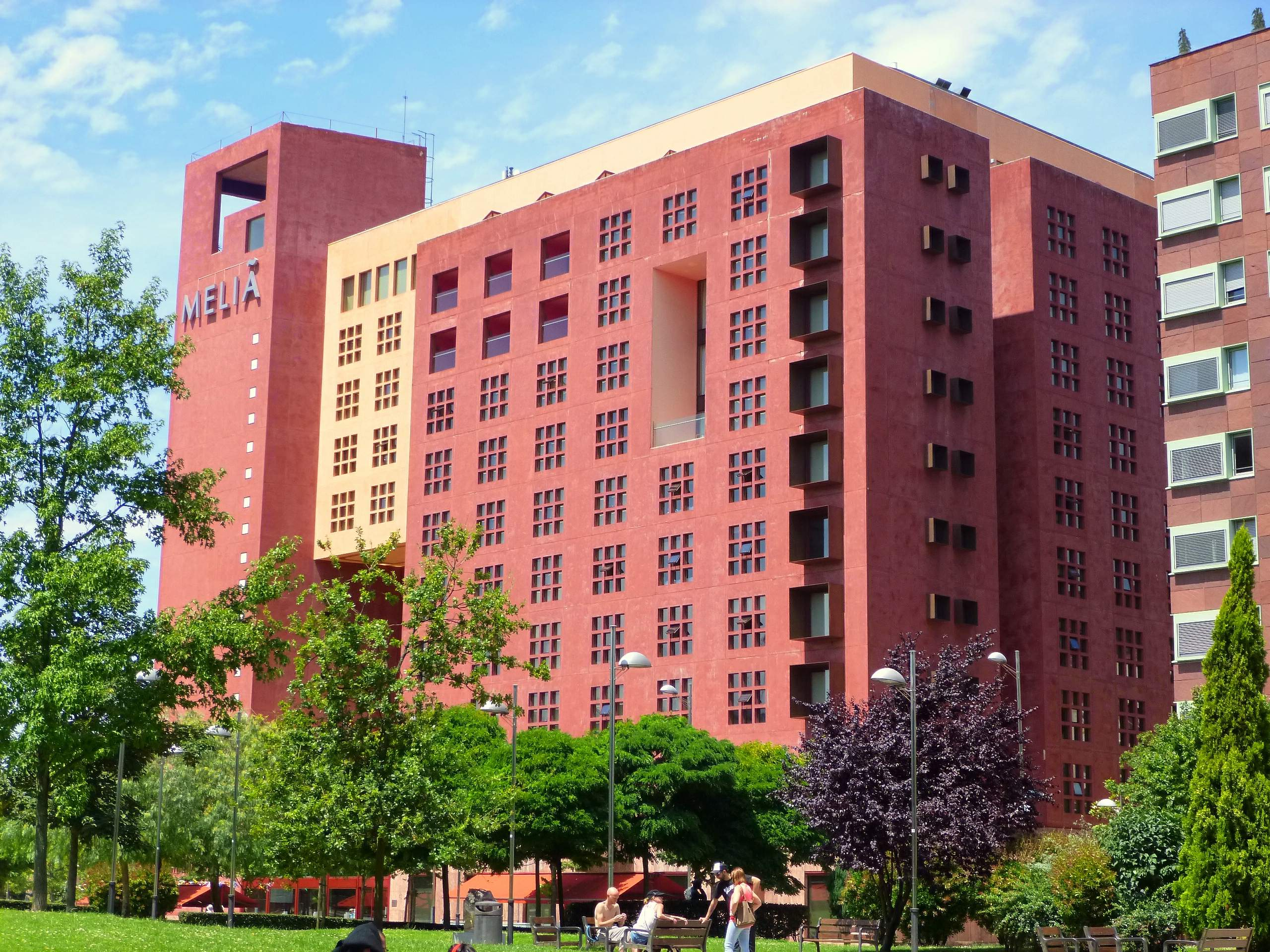
Hotel Meliá Bilbao
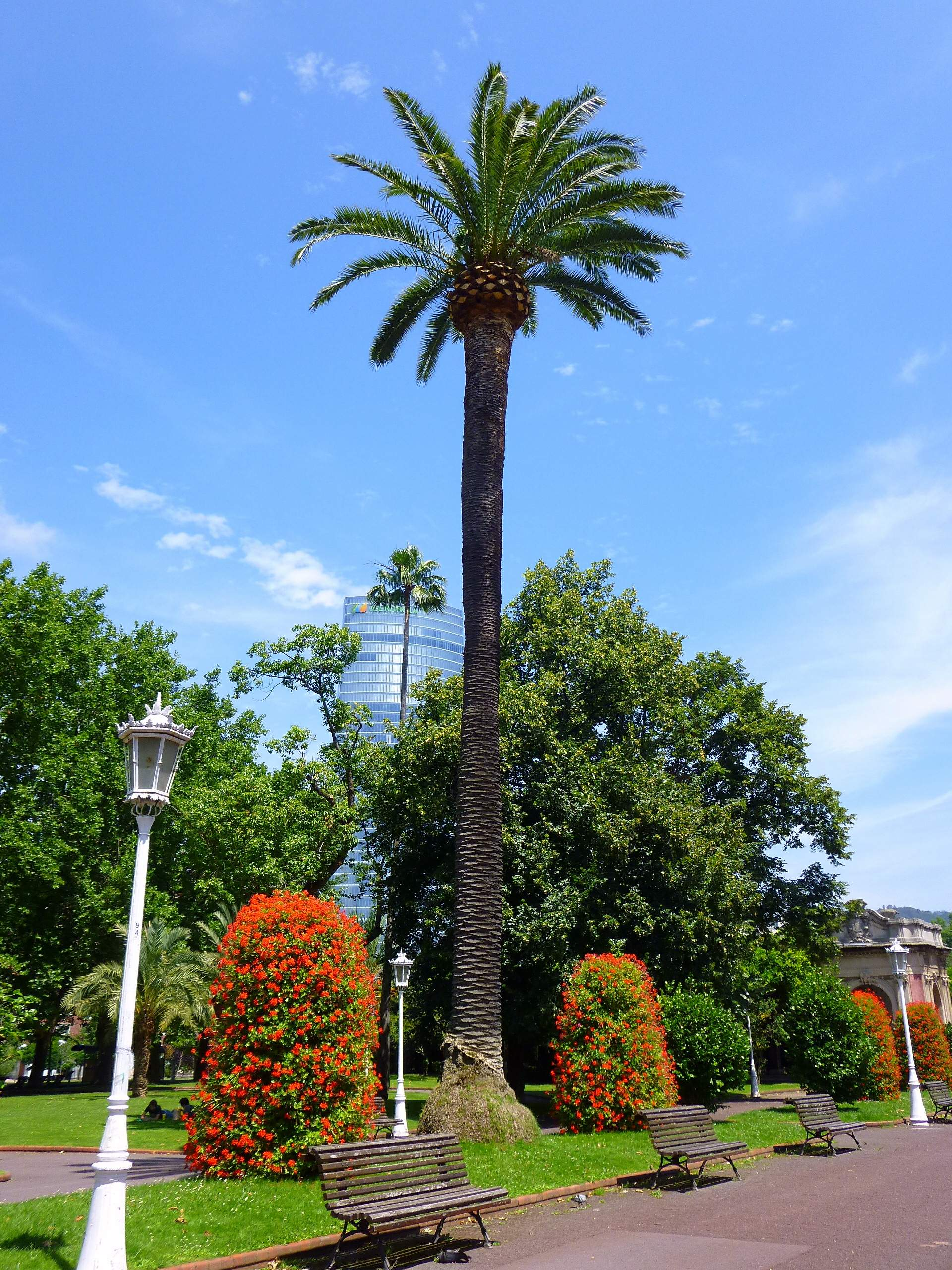
Parque Casilda Iturrizar
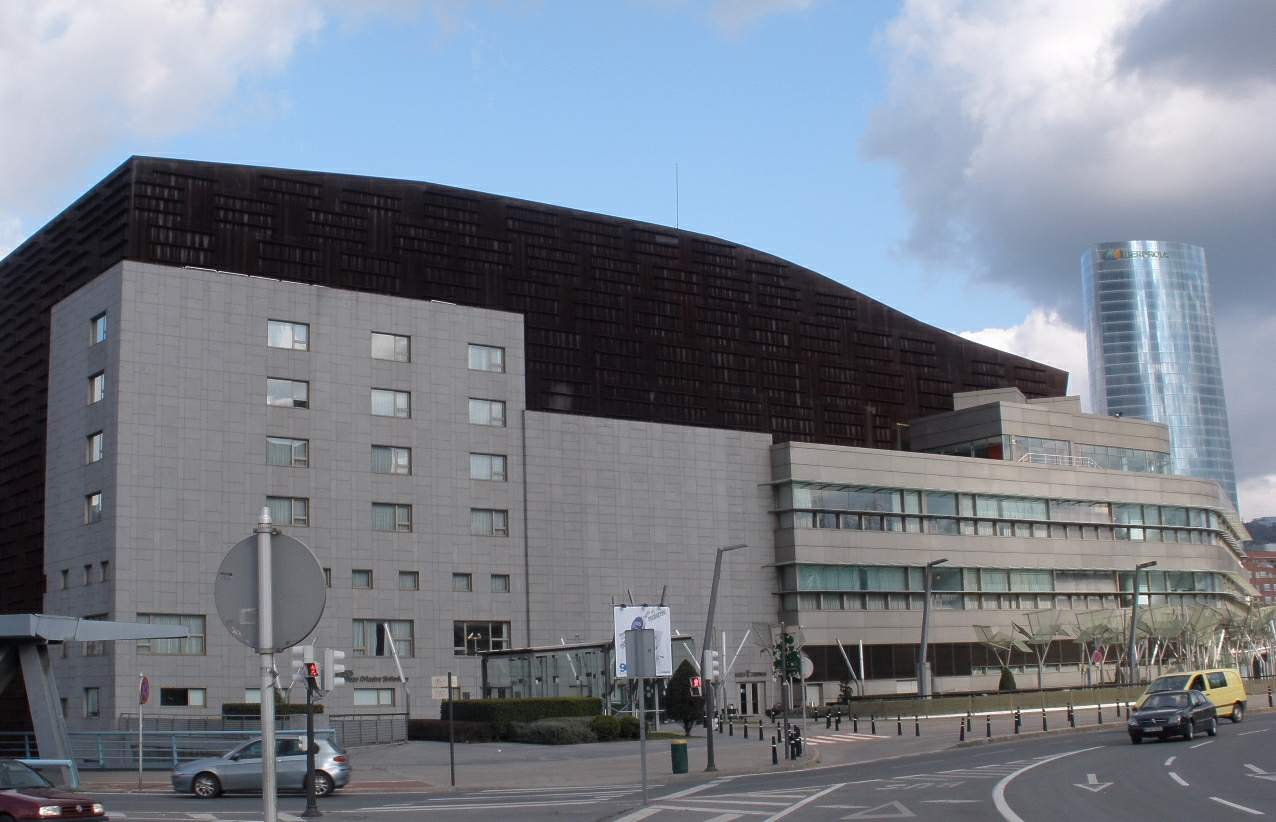
Palacio Euskalduna

Esculturas:
- A la deriva (2002), de José Zugasti (Éibar, 1952). Composición espacial a base de barras de acero curvadas y cromadas, de profunda inspiración industrial ubicada en el parque de Ribera junto al Palacio Euskalduna.
- Sitios y lugares (2002), de Ángel Garraza (Allo, Navarra, 1950). 100 toneladas de peso, hormigón alicatado con baldosines cerámicos ubicado en el parque de Ribera.
- Dodecathlos (2001), de Vicente Larrea (Bilbao, 1934). Escultura de 72 toneladas de hierro junto al Palacio Euskalduna.

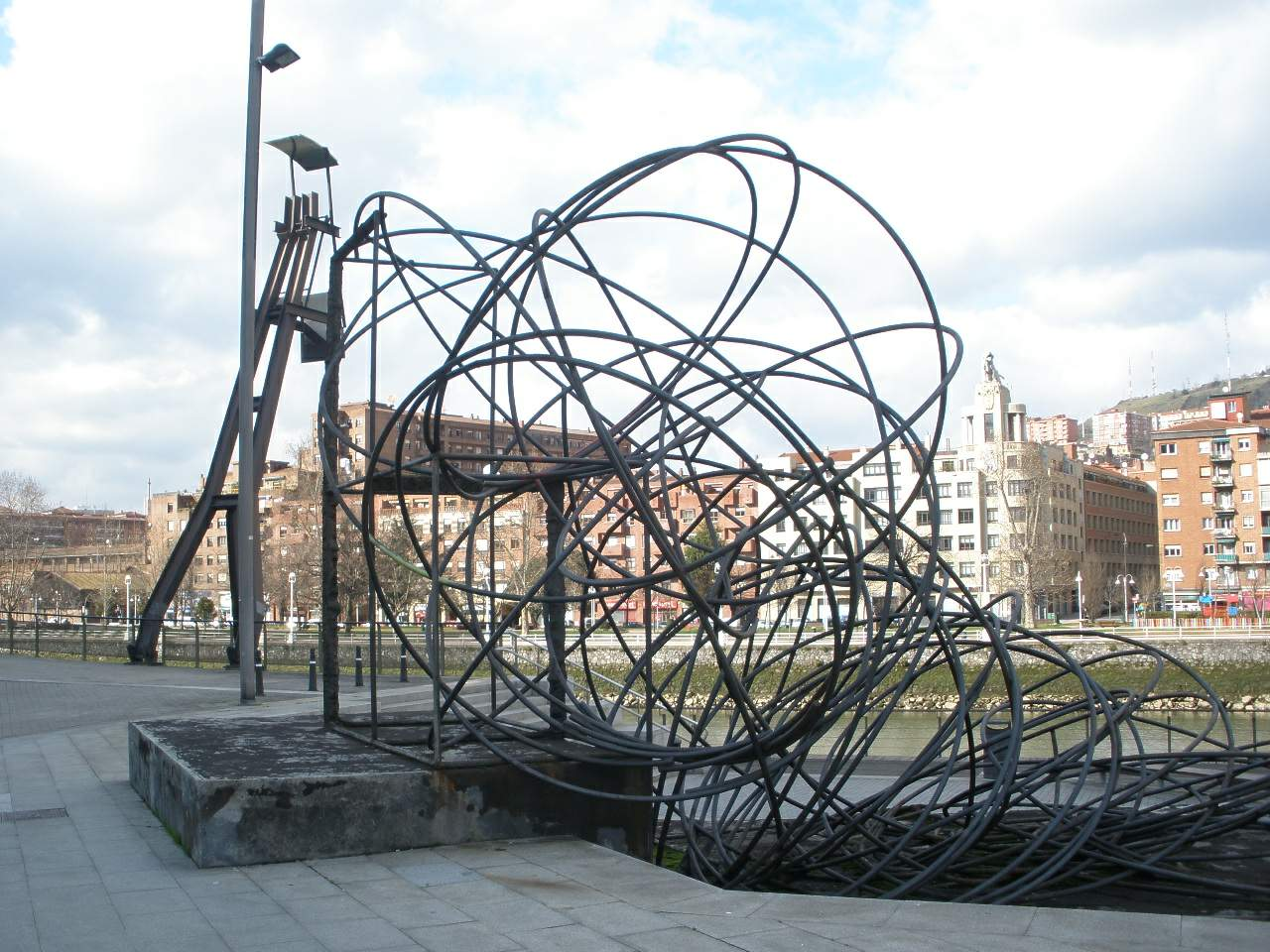
A la deriva, de José Zugasti
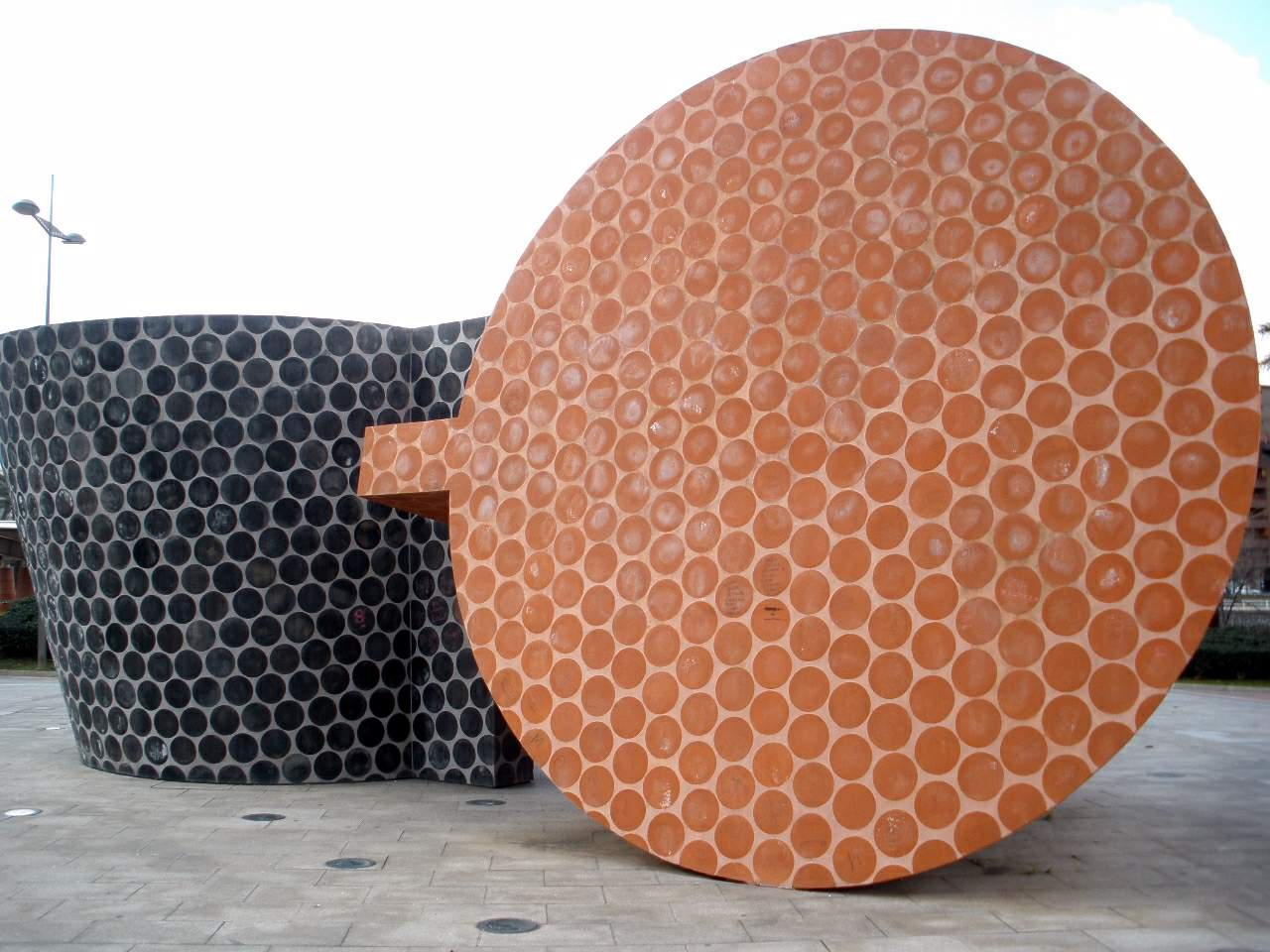
Sitios y lugares, de Ángel Garraza
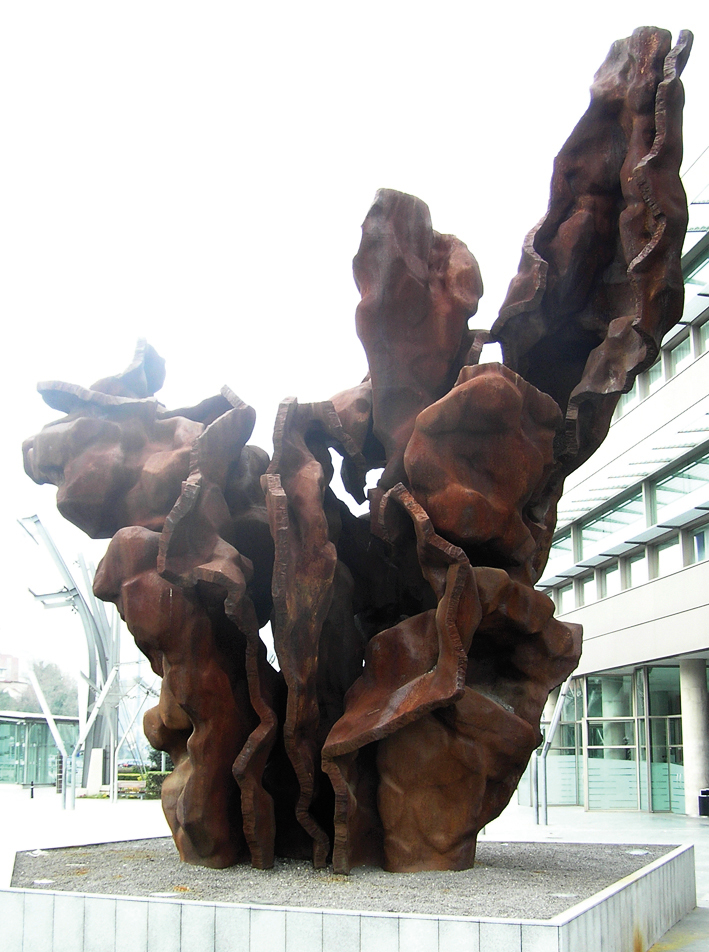
Dodecathlos, de Vicente Larrea

Margen derecha

Al otro lado de la ría, en la ribera de Botica Vieja, pueden contemplarse algunos edificios representativos:
- Edificio El Tigre.

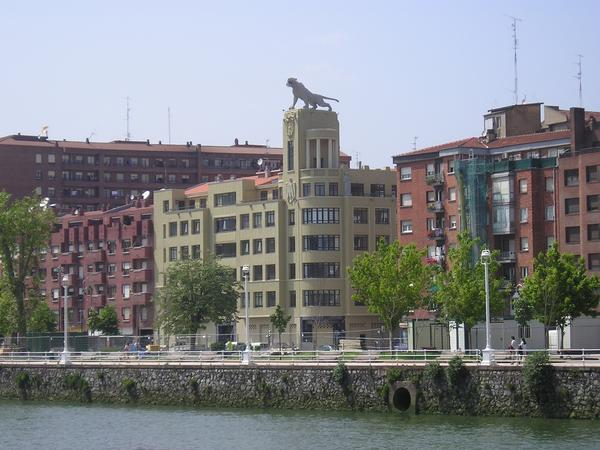
Edificio El Tigre

## Puentes
- Puente de La Salve
- Pasarela Pedro Arrupe
- Puente de Deusto

## Comunicaciones
La zona está comunicada principalmente por tranvía, con varias estaciones de la Línea A de EuskoTran:
- Estación de Guggenheim
- Estación de Abandoibarra
- Estación de Euskalduna